# La Pyramide assassinée
La Pyramide assassinée est un roman de Christian Jacq publié en 1993. Il s'agit du premier tome de la série Le Juge d'Égypte.

## Résumé
5 conjurés entrent dans la grande pyramide de Khéops où seul Ramses II entre une fois l'an. 
Cependant, Branir est guérisseur retraité à Memphis où il préside la cour de justice. Il dit à Pazair, 21 ans, juge près de Thèbes, qu'il est nommé à Memphis. Pazair y apprend la mort du gardien chef de la grande pyramide. Tueur, babouin de son policier, Kem, le sauve d'un crocodile. Il trouve la soi-disant momie du garde, mais ce n'est pas lui. Il déclare sa flamme à Néféret, guérisseuse. Il fait condamner le général, chef des armées. On lui donne une maison et Néféret devient sa femme en s'y installant. 
Branir est tué et Pazair est porté mort.